# 刘宏民
刘宏民 (1959年6月—)，中共党员，原燕山大学校长，主要从事板形理论及控制等方面的研究。担任中国金属学会冶金设备分会副主任委员，《机械工程学报》、《钢铁》、《钢铁研究学报》、《工程力学》、《冶金设备》编委。

## 生平
刘宏民就读于东北重型机械学院，后在燕山大学从事教学和科研工作，2003年至2019年担任燕山大学校长。